# Condado de Békés
El Condado de Békés (en húngaro: Békés vármegye) es un condado administrativo (vármegye, división administrativa húngara) situado al sureste de Hungría. Limita con Rumanía y los condados de Csongrád, Jász-Nagykun-Szolnok y Hajdú-Bihar. Su capital es la ciudad de Békéscsaba. 
El condado forma parte de la Eurorregión del Danubio-Kris-Mures-Tisa.

## Geografía
Békés está situado en la gran llanura húngara. Tiene unas precipitaciones medias anuales de 645 mm/año. Son importantes sus reservas de gas, que representan un quinto de las reservas del país. 
De entre sus ríos se destaca el Körös, que atraviesa el condado.

## Demografía
El condado tiene una población de 392.000 habitantes según el censo del año 2001, de los cuales entre el 60% y el 70% vive en ambientes urbanos. Después de la mayoría húngara destacan las etnias eslovaca (7.000 personas), gitana (5.000 personas), rumana (4.000 personas), alemana (1.500 personas) y serbia (400 personas).

## Subdivisiones
Se divide en nueve distritos:
- Distrito de Békés (capital: Békés)
- Distrito de Békéscsaba (capital: Békéscsaba)
- Distrito de Gyomaendrőd (capital: Gyomaendrőd)
- Distrito de Gyula (capital: Gyula)
- Distrito de Mezőkovácsháza (capital: Mezőkovácsháza)
- Distrito de Orosháza (capital: Orosháza)
- Distrito de Sarkad (capital: Sarkad)
- Distrito de Szarvas (capital: Szarvas)
- Distrito de Szeghalom (capital: Szeghalom)

## Estructura regional
El condado se estructura a través de divisiones administrativas de carácter regional. 9 distritos (Járások), 8 regiones (Kistérségek), 21 ciudades y 54 poblados. El 17% vive en la capital.

### Condado urbano
- Békéscsaba, ciudad con estatus de condado.

### Poblaciones principales
Ordenadas por población, según el censo del año 2001:
| Gyula (32.967)       |  | Vésztő (7.656)         |
| Orosháza (32.052)    |  | Mezőkovácsháza (7.026) |
| Békés (21.657)       |  | Battonya (6.747)       |
| Szarvas (18.563)     |  | Tótkomlós (6.638)      |
| Gyomaendrőd (15.523) |  | Füzesgyarmat (6.565)   |
| Mezőberény (11.551)  |  | Mezőhegyes (6.355)     |
| Sarkad (10.959)      |  | Csorvás (5.765)        |
| Szeghalom (10.201)   |  | Elek (5.583)           |
| Dévaványa (8.986)    |  |                        |

## Galería

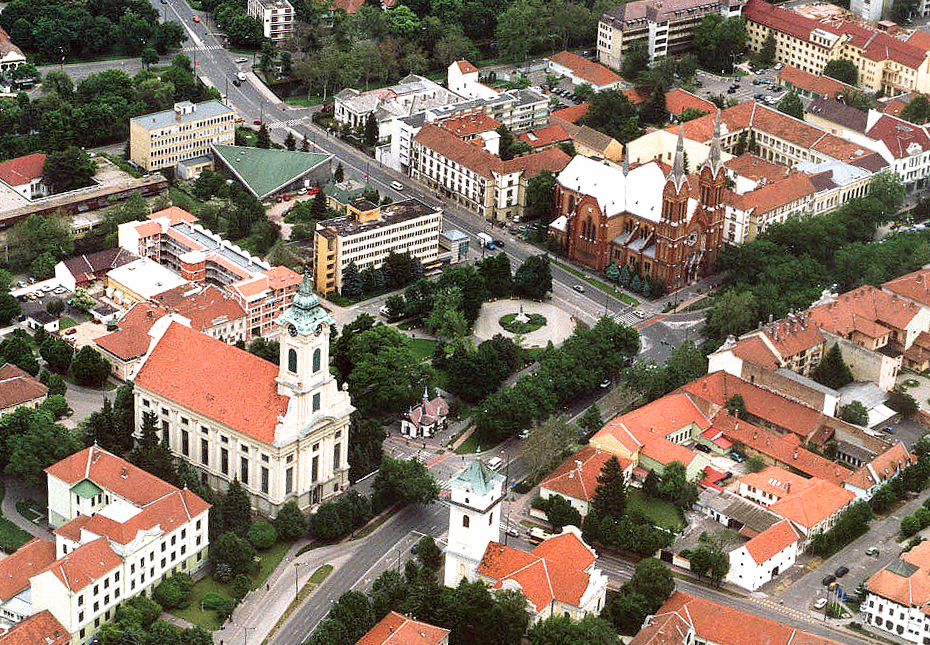
Vista aérea de Békéscsaba
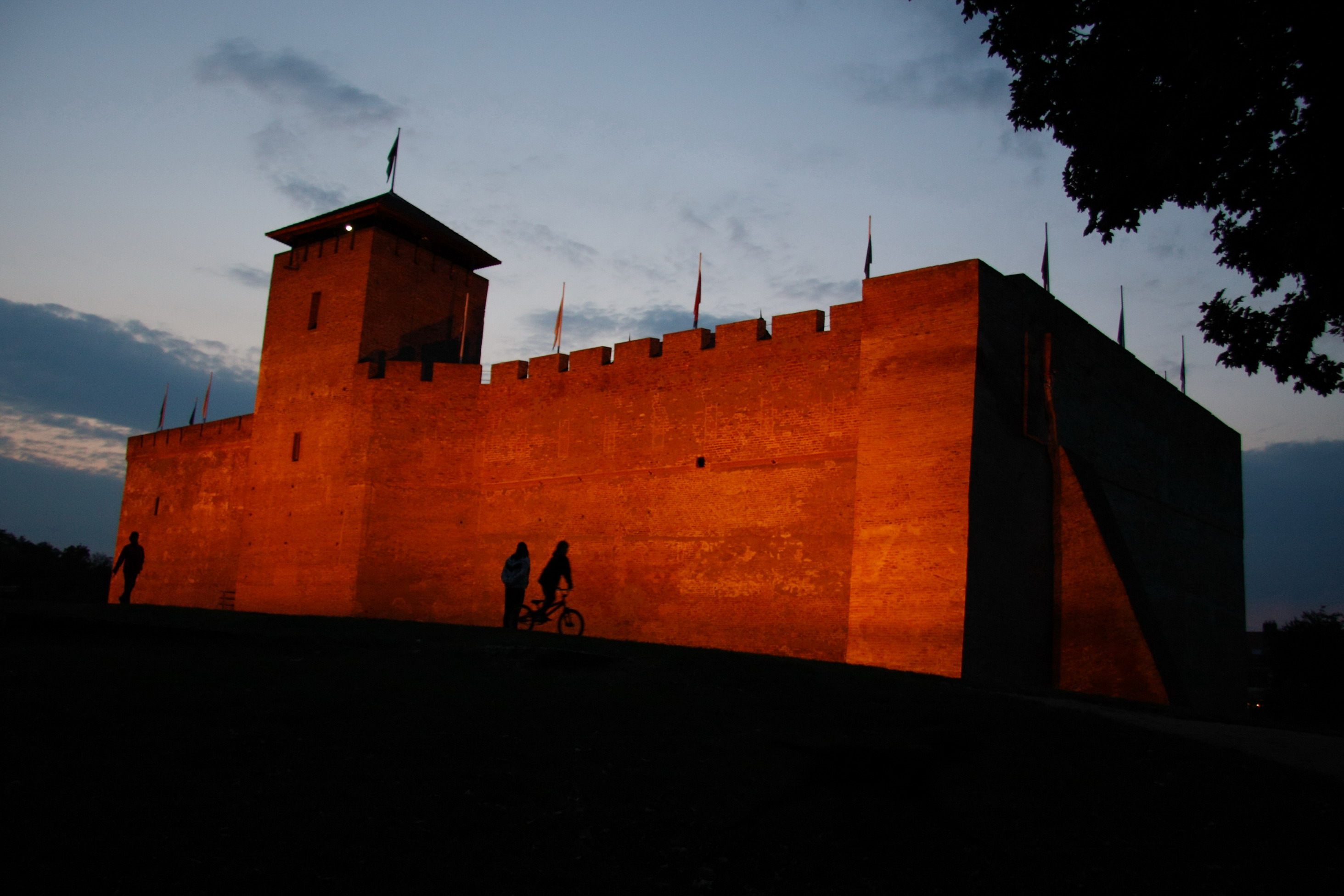
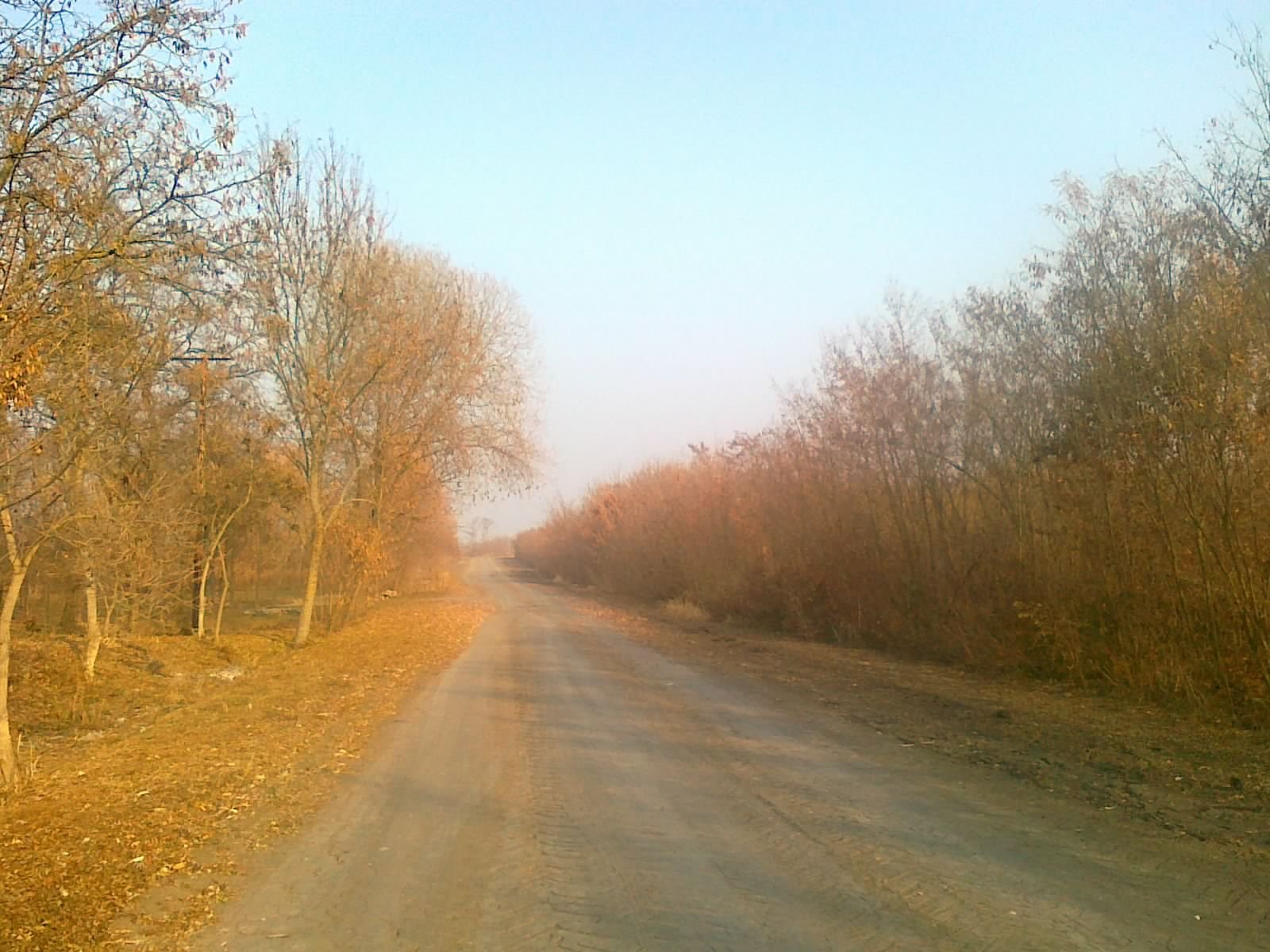
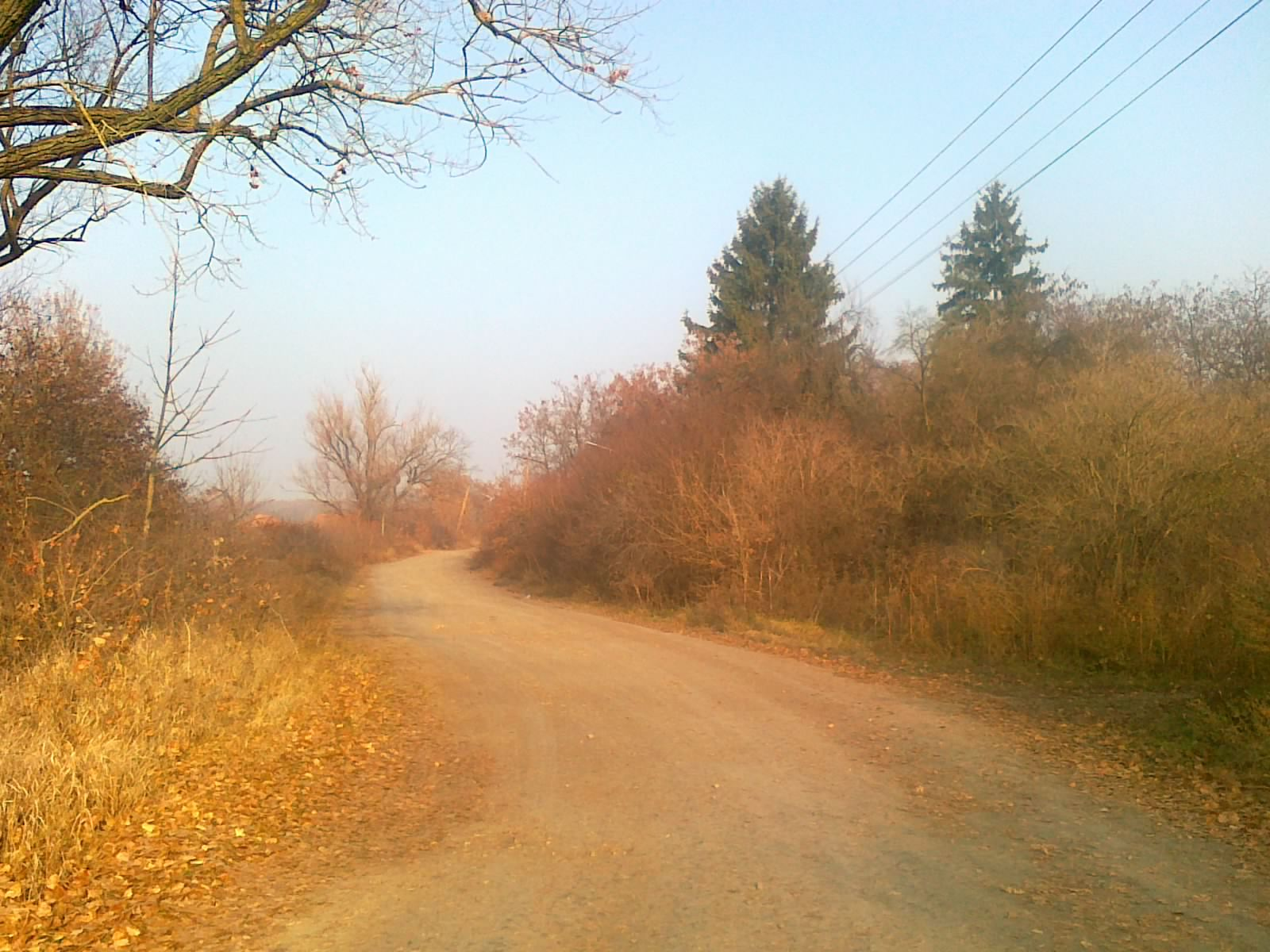
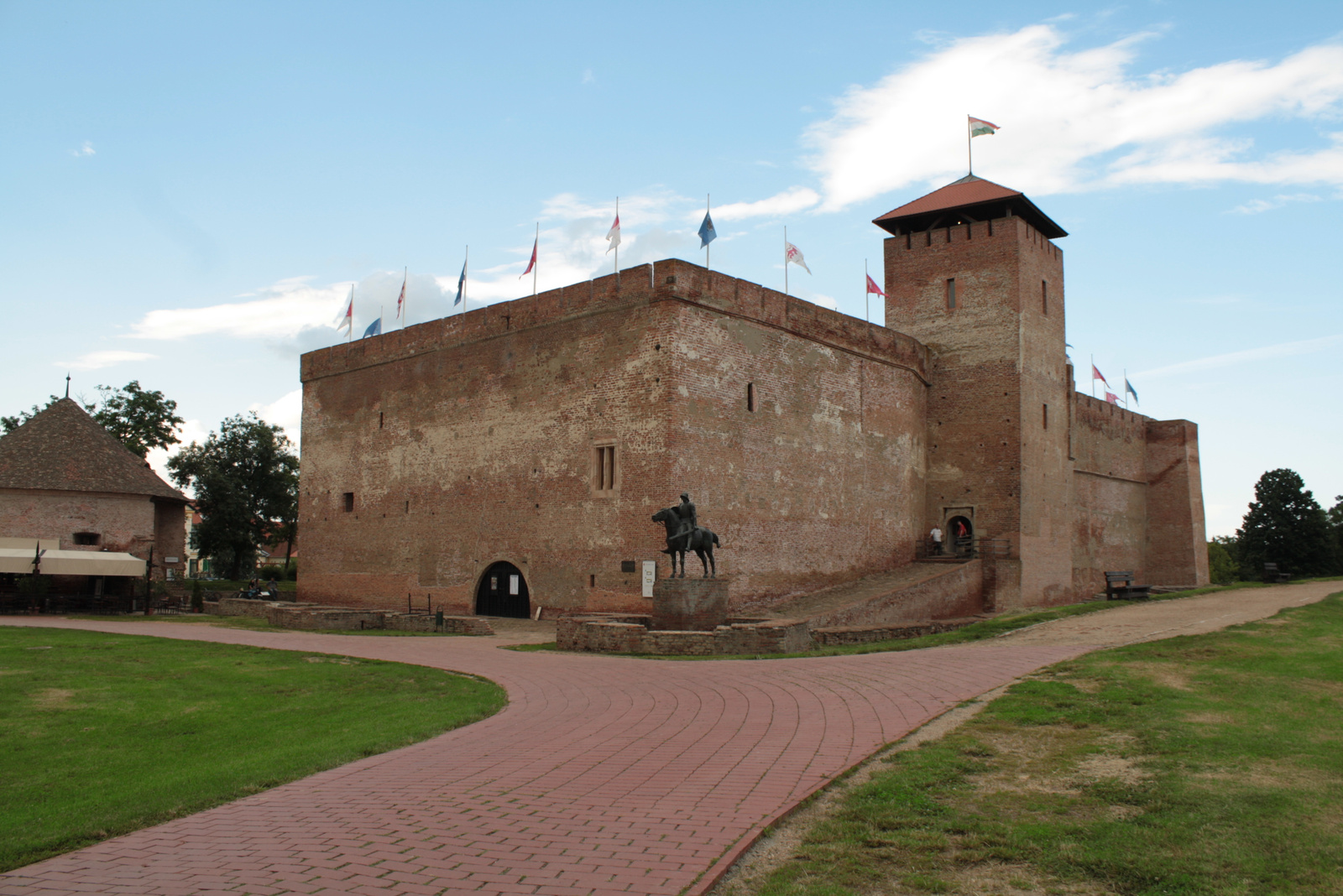
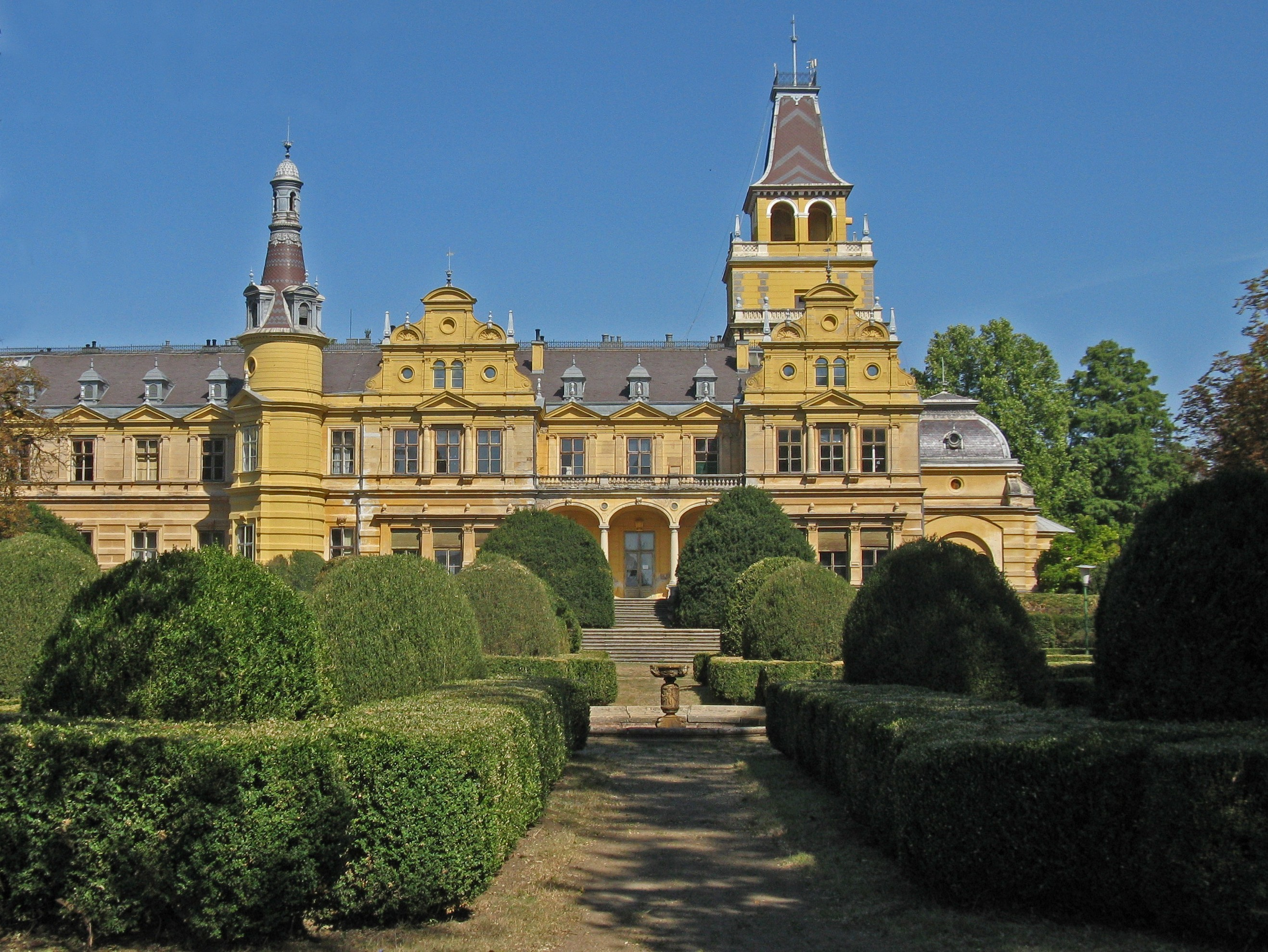
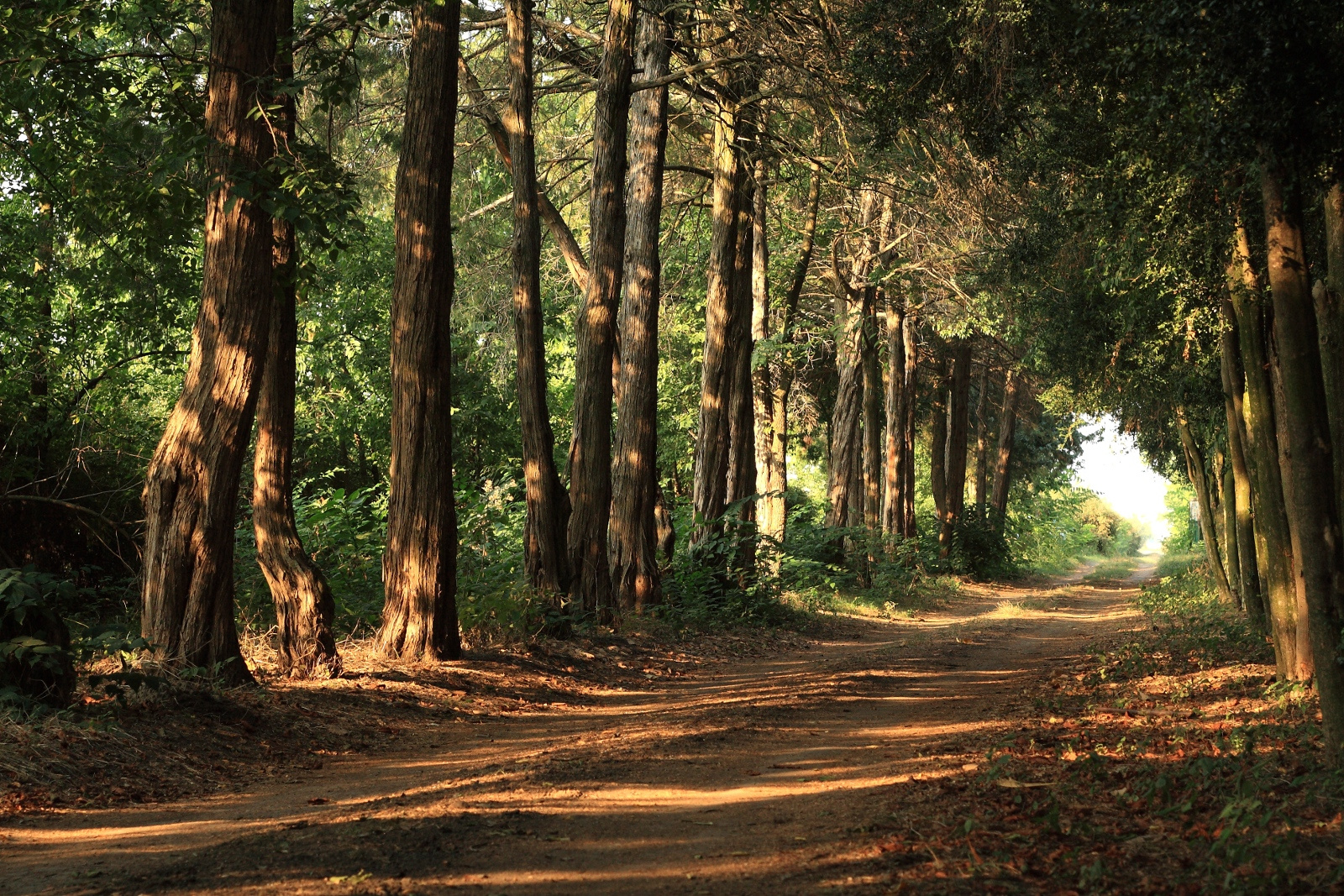
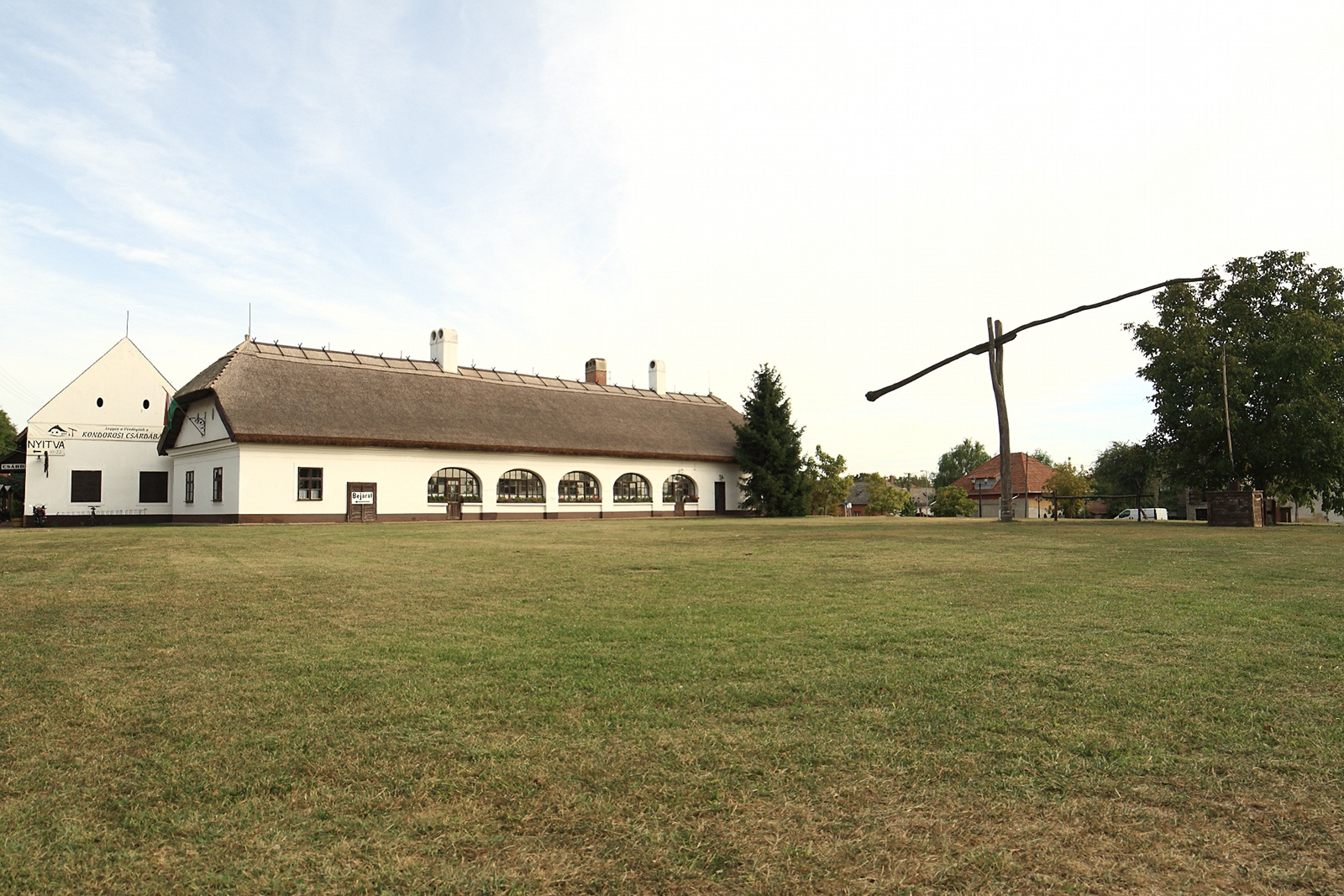
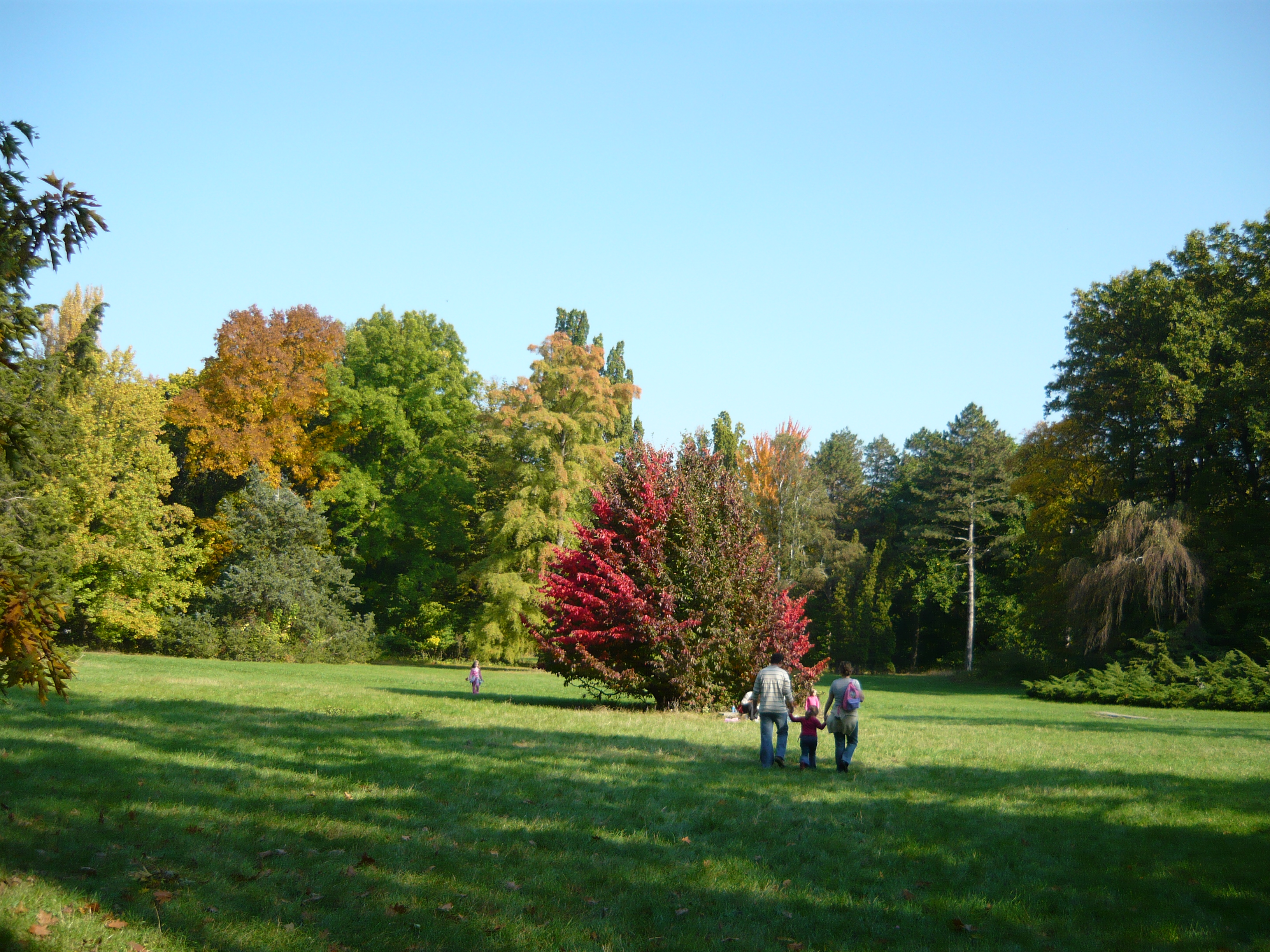
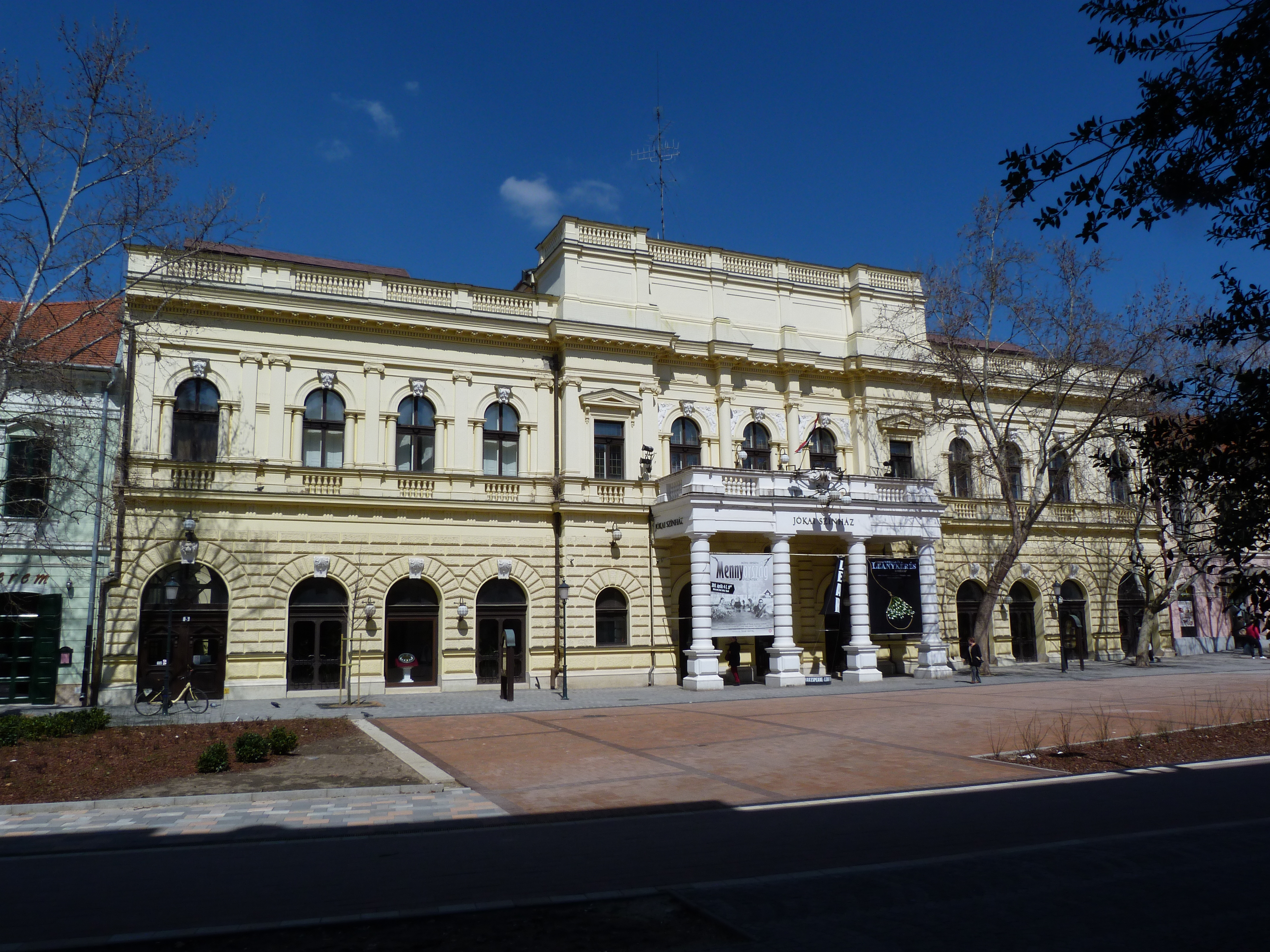